# 구월산유격대
구월산유격대는 구월산에서 활동했던 반공 유격대이다.

## 역사
초기에 750여명으로 본래의 이름은 '연풍유격대'로 김종벽 대위가 부대장을 맡아 1950년 12월 창설하였다.  이들은 1.4후퇴 때 남쪽으로 이동하지 않고 구월산 일대에 잔류하면서 유격전을 벌였다. 후방 교란의 임무를 수행하여 984명의 중공군을 사살하고 296명을 생포하였다. 이들은 인민군 제26여단과 맞서 싸웠으며 휴전선이 고착되어서는 인민군17사단과 중공군과 싸웠다. 구월산 유격대는 51년초 2천5백여명에 달하였고, 휴전직후 부대해체될 때까지 8백명 규모를 유지하였다.

## 같이 보기
- 제8240부대